# 208P/McMillan
208P/McMillan è una cometa periodica appartenente alla famiglia delle comete gioviane.
La cometa è stata scoperta il 19 ottobre 2008 dall'astronomo statunitense Robert S. McMillan; già all'annuncio della scoperta erano state rinvenute immagini di prescoperta risalenti al 20 settembre 2008. Nel dicembre 2008 Syuichi Nakano scoprì immagini di prescoperta risalenti al 23 settembre 2000 ed al 2 ottobre 2000. 
Unica particolarità della cometa è di avere una piccola MOID col pianeta Giove, di sole 0,113 UA; questa caratteristica comporta che la cometa può passare vicino a Giove potendo così subire anche grandi alterazioni della sua orbita; il passaggio ravvicinato accaduto il 9 luglio 2004 a 0,185 UA ha probabilmente modificato l'orbita seguita in precedenza dalla cometa e l'ha immessa in quella attuale, permettendo così la sua scoperta al successivo passaggio al perielio del 2008.